# Ivette Domínguez
Ivette Del Valle Domínguez Valderrama, más conocida como Ivette Domínguez (23 de noviembre de 1964), es una actriz, humorista, modelo y entrenadora de Fitness venezolana.

## Biografía
Reconocida por sus actuaciones humorísticas en Radio Rochela y sus interpretaciones en telenovelas, ha participado en dramáticos como Nadie me dirá cómo quererte, Amor a palos, Mi gorda bella, Mi ex me tiene ganas, entre otros.
En junio del 2011 decidió aceptar la propuesta de la edición criolla de Playboy, y demostrar a todo el país que se puede ser sensual incluso en la madurez de la vida. Ivette, que para aquel entonces tenía 47 años, destacaba por tener una figura curvilínea que ha preservado mediante el ejercicio y una rigurosa dieta alimenticia y está «como los buenos vinos». La actriz decidió encarnar a Cleopatra para hacer derroche de sensualidad y mostrar un abdomen de impacto que, junto a sus otras cualidades, dejaría boquiabiertos a los lectores de la revista del conejito.
Lamentablemente, en julio de 2011 su madre, Dilia Magdalena Valderrama Velásquez, fue asesinada por el hampa en su vivienda.
Actualmente es entrenadora en Magdalena Gym Express y ha creado su propia línea de ropa deportiva.
En septiembre de 2016 anunció que padece de cancer.

## Telenovelas
- 1990, Carmen querida (RCTV) - Donatella
- 1992, El desprecio (RCTV) - Hortencia
- 1995, Ka Ina (Venevisión) - Deysi Rodríguez
- 1996, Sol de tentación (Venevisión) -  Jade
- 1996, Quirpa de tres mujeres. (Venevisión) - Tibisay
- 1997, Todo por tu amor (Venevisión) - Carlota Almada
- 1998, Enséñame a querer (Venevisión)
- 1999, Toda Mujer (Venevisión)
- 1999, Cuando hay pasión (Venevisión) - Peggy
- 1999, Carita pintada (RCTV) - Medusa
- 2000, Hechizo de amor (Venevisión) -  Felicia de Hurtado
- 2000, Angélica Pecado (RCTV) - Matilde
- 2001, La niña de mis ojos (RCTV) - Albertina Ramírez de Rondón
- 2002, Trapos íntimos (RCTV) -  Guillermina Azuaje
- 2002, Mi gorda bella (RCTV) - La Gran Titina
- 2005, Amor a palos (RCTV) - Thelma Fernández
- 2008, Nadie me dirá cómo quererte (RCTV) -  Purita Cabrera
- 2012, Mi ex me tiene ganas (Venevisión) - Vicky Aurora Patiño

## Programas
- 1990-1992, 2002-2014; Radio Rochela
- 1992-1998; Cheverísimo
- 2012-2016; ¡Qué Locuras!
- 2023-Actualidad; Mujerones (Canal i)[4]